# Венцислав Маринов
Венцислав Иванов Маринов е български футболист, защитник. Роден е на 21 февруари 1983 г. във Варна.

## Кариера
Маринов е юноша на частната футболна школа Феърплей Варна, а през 2005 г. преминава в Спартак (Варна). Освен това е носил екипа още на Черноморец (Балчик) и Доростол (Силистра) и [Светкавица Търговище].

## Статистика по сезони
- Спартак (Варна) – 2005/06 – Б група, 16 мача/2 гола
- Спартак (Варна) – 2006/07 – А група, 13/1
- Спартак (Варна) – 2007/08 – А група, 23/1
- Спартак (Варна) – 2008/ес. - А група, 15/1
- Черноморец (Балчик) – 2009/пр. - Б група, 10/0
- Черноморец (Балчик) – 2009/ес. - Б група, 8/0
- Спартак (Варна) – 2010/пр. - Б група, 9/1
- Тополите – 2010/ес. - В група, 14/2
- Доростол (Силистра) – 2011/пр. - Б група, 12/0
- Светкавица (Търговище) – 2011/12 – А група